# Флаг Парижскокоммунского сельского поселения
Флаг муниципального образования Парижскокомму́нское сельское поселение Верхнехавского муниципального района Воронежской области Российской Федерации — опознавательно-правовой знак, служащий официальным символом муниципального образования.
Флаг утверждён 27 сентября 2012 года решением Совета народных депутатов Парижскокоммунского сельского поселения № 90 и внесён в Государственный геральдический регистр Российской Федерации с присвоением регистрационного номера 8130.

## Описание
«Прямоугольное двухстороннее полотнище с отношением ширины к длине 2:3, состоящее из четырёх горизонтальных полос, разделённых вертикально пополам, — жёлто-красной полосы шириной в 4/5 ширины полотнища, и трёх полос шириной в 1/15 ширины полотнища: красно-жёлтой, бело-голубой и красно-жёлтой; посередине жёлто-красной полосы вплотную к её нижнему краю воспроизведены три церковных главки, переменяющие цвет с красного на жёлтый, из которых средняя больше и выше, а все барабаны главок завершены трилистными крестами».

## Обоснование символики
Флаг языком символов и аллегорий отражает исторические и природные особенности Парижскокоммунского сельского поселения.
Центр Парижскокоммунского сельского поселения — село Парижская Коммуна, а до этого село Тресвятское, — возникло предположительно в 1730 году. В 1744 году оно первый раз упоминается в ревизской переписи. В 1923 году село Тресвятское было переименовано в село Парижская Коммуна. Переименование села отражено переменой цвета на флаге с жёлтого на красный.
Три церковных главки отражают старое название села — Тресвятское. Кроме этого они символизируют то, что село Тресвятское — родина Святого преподобноисповедника Сергия (Сребрянского). Архимандрит Сергий (в миру Митрофан Васильевич Сребрянский) родился 1 (13) августа 1870 года в селе Тресвятском Воронежской губернии в семье священника. Три церковных главки также аллегорически символизируют три села, входящих в Парижскокоммунское сельское поселение.
Бело-голубая полоса символизирует святой источник (белый цвет) и реку Усмань (голубой цвет), которая в нижнем течении называется Усманкой.
Жёлтый цвет (золото) — символ урожая, богатства, стабильности, уважения, а также христианских добродетелей: веры, справедливости, милосердия и смирения.
Белый цвет (серебро) — символ чистоты, благородства, мира и взаимопонимания.
Красный цвет — символ труда, праздника, красоты, мужества.
Голубой цвет (лазурь) — символ возвышенных устремлений, искренности и добродетели.